# Grumman F4F Wildcat
Chiếc Grumman F4F Wildcat (Mèo hoang) là máy bay tiêm kích trang bị cho tàu sân bay bắt đầu đưa vào phục vụ cho cả Hải quân Hoa Kỳ lẫn Không lực Hải quân Hoàng gia Anh vào năm 1940. Mặc dù được Anh Quốc sử dụng trong chiến đấu trước tiên bởi ở châu Âu, Wildcat trở thành máy bay tiêm kích chủ lực trên tàu sân bay trong một năm rưỡi đầu của Hải quân Hoa Kỳ tại Mặt trận Thái Bình Dương trong Thế Chiến II. Kiểu FM Wildcat, một phiên bản cải tiến sản xuất bởi General Motors, tiếp tục phục vụ cho đến hết chiến tranh trên các tàu sân bay hộ tống, nơi không thể sử dụng những chiếc tiêm kích mới to và nặng hơn.

## Thiết kế và phát triển

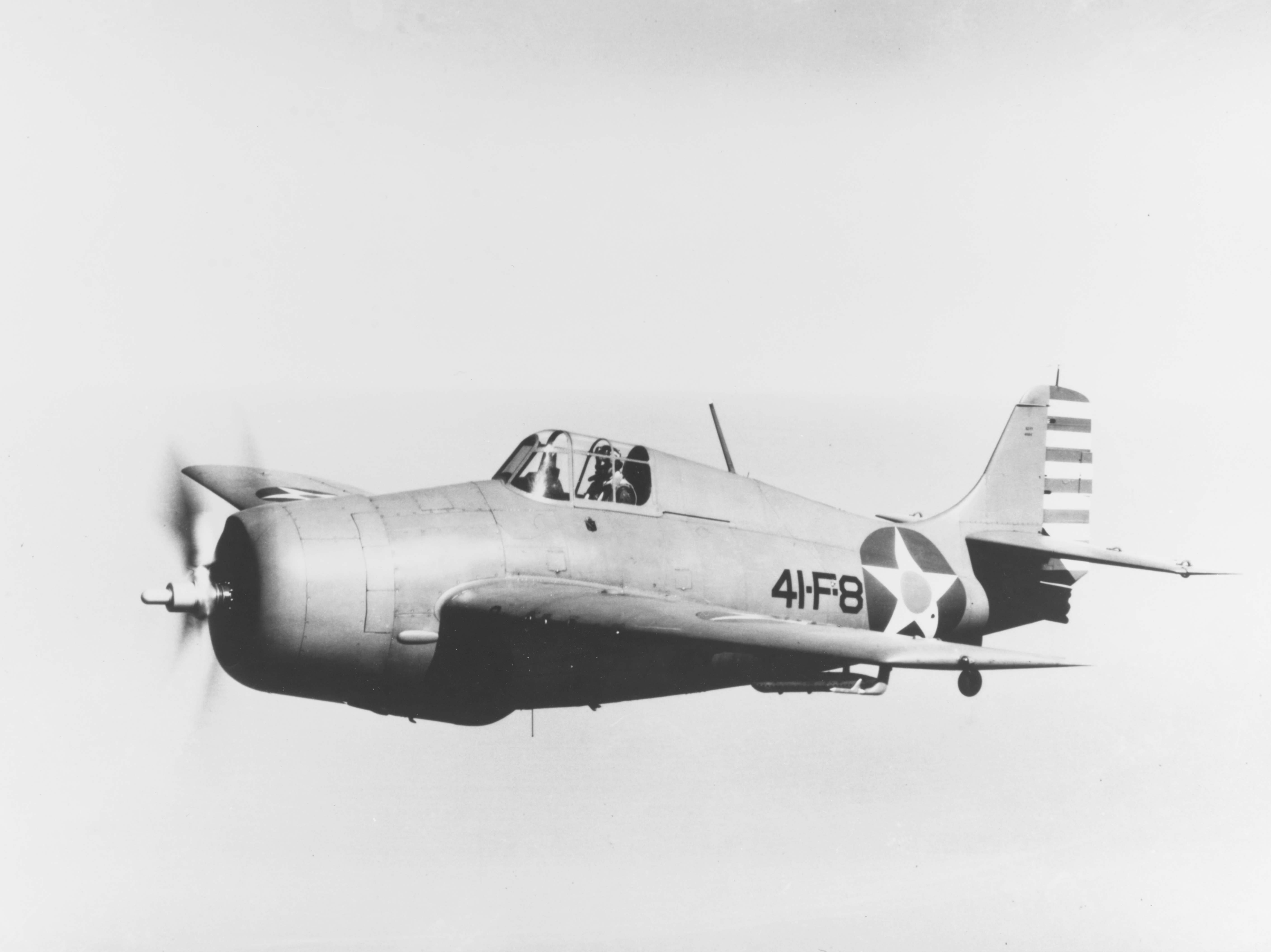
Grumman F4F-4 Wildcat thuộc Phi Đội VF-41, đầu năm 1942.

Chiếc F4F-1 bắt đầu là phác thảo một kiểu máy bay cánh kép không được chế tạo để tham gia đấu thầu cho Hải quân, nhưng đã bị loại bởi chiếc máy bay cánh đơn Brewster Buffalo F2A-1. Nó được biến cải toàn bộ thành một máy bay cánh đơn ký hiệu XF4F-2 rồi tiếp tục đem ra đánh giá so sánh với Buffalo; và mặc dù XF4F-2 hơi nhanh hơn, Buffalo vẫn vượt trội và được chọn để sản xuất.. Nguyên mẫu của Grumman được thiết kế lại dưới tên XF4F-3 với cánh và đuôi mới và một phiên bản siêu tăng áp của động cơ hình tròn Pratt & Whitney R-1830 "Twin Wasp". Thử nghiệm trên chiếc XF4F-3 đưa đến việc đặt hàng kiểu mẫu sản xuất thử F4F-3, chiếc đầu tiên hoàn tất vào tháng 2 năm 1940. Pháp cũng đặt hàng kiểu này, gắn động cơ Wright R-1820 "Cyclone 9" hình tròn, nhưng Pháp thất thủ trước khi được giao hàng và những chiếc này được giao cho Hải quân Hoàng gia Anh và được đặt tên là "Martlet I". F4F-3 của Anh và Mỹ đều đưa vào sử dụng từ năm 1940 và đều được trang bị 4 súng máy Browning cỡ 0,50 in.
Mọi phiên bản của Wildcat đều dùng hệ thống bánh đáp gắn vào thân điều khiển bằng tay, và vệt bánh tương đối hẹp thường gây một số tai nạn khi hạ cánh lúc các bánh đáp chưa khóa chặt vào chỗ. Hệ thống hạ cánh khác thường này nguyên được thiết kế bởi Grover Loening cho chiếc máy bay đầu tiên của hãng ông, và vì Leroy Grumman đã làm việc cho Loening trước khi tạo lập công ty của riêng mình, thiết kế này được nhượng quyền cho Grumman và sau đó được dùng cho mọi máy bay tiêm kích cánh kép của Grumman (từ chiếc FF-1 đến F3F) trong thập niên 30 cũng như trên chiếc thủy phi cơ cánh kép J2F Duck.
Tên gọi "Wildcat" được chính thức công bố vào ngày 1 tháng 10 năm 1941.

## Lịch sử hoạt động

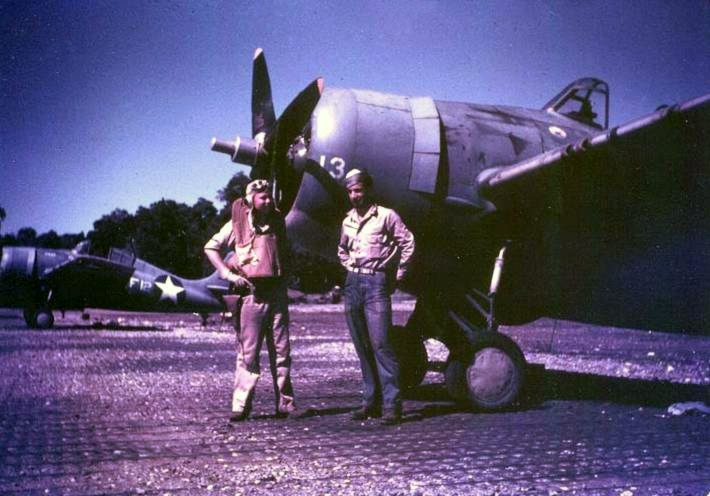
Grumman F4F-4 thuộc Phi Đội VF-11 trong trận đánh Guadalcanal, 1942.

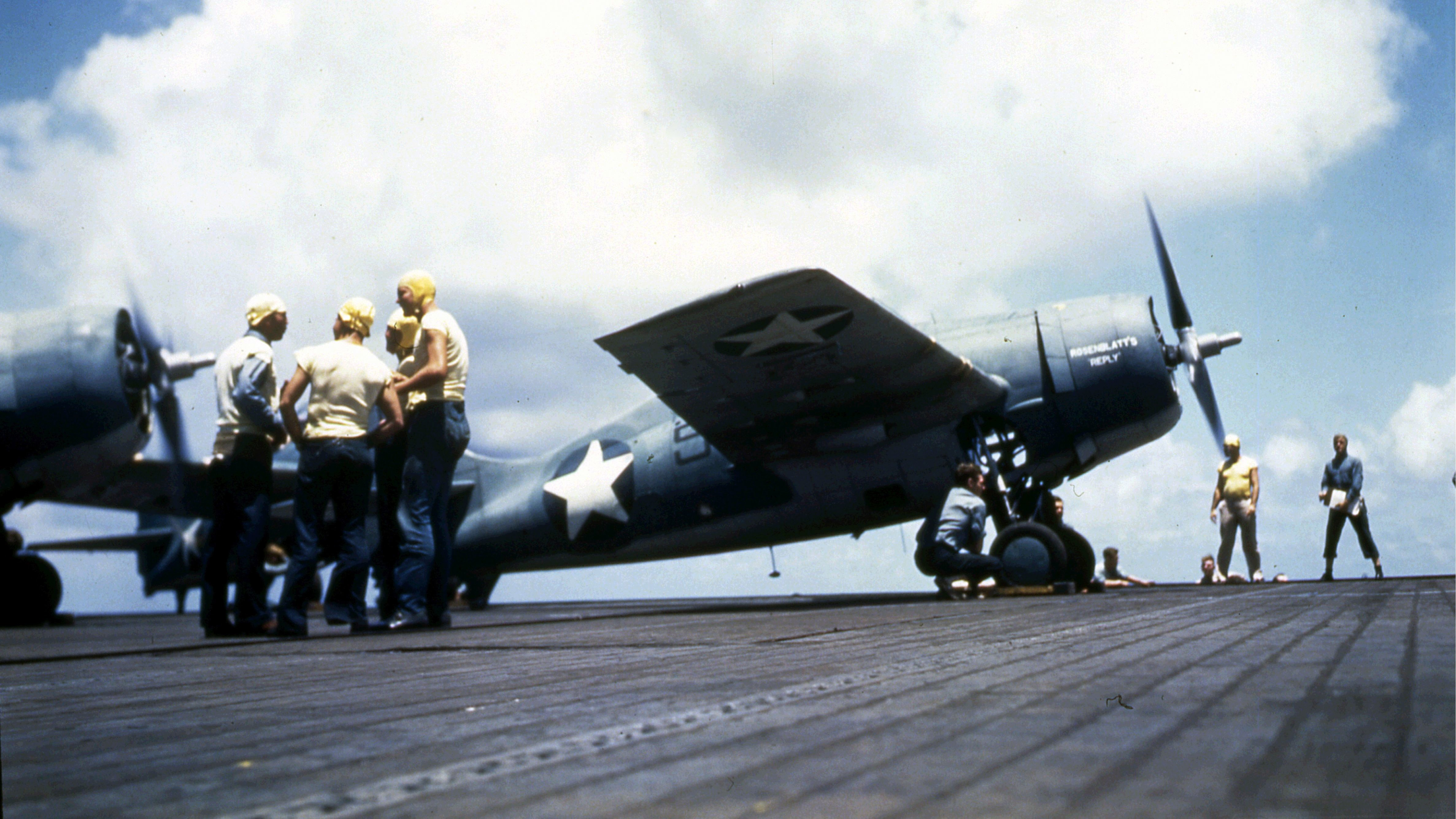
Grumman F4F-4 Wildcat trên chiếc tàu sân bay hộ tống USS Suwannee (CVE-27) vào cuối năm 1942.

F4F được Hải quân Hoàng gia Anh dùng thay thế tạm thời cho Fairey Fulmar, phiên bản dành cho Hải quân Supermarine Spitfire chưa có vì nhu cầu rất lớn của Không quân Hoàng gia Anh. Trên chiến trường châu Âu, Wildcat ghi được chiến công đầu tiên ngày Giáng Sinh năm 1940, khi chiếc Martlet (tên gọi khi phục vụ tại Anh) đặt căn cứ trên đất liền tiêu diệt 1 chiếc máy bay ném bom Junkers Ju 88 bên trên căn cứ Hải quân Scapa Flow. Đây là chiến công đầu tiên của một máy bay Mỹ phục vụ trong quân đội Anh trong Thế Chiến II. Kiểu máy bay này cũng tham gia tác chiến trên những chiếc tàu sân bay hộ tống nhỏ hơn. 6 chiếc cất cánh từ chiếc HMS Audacity cải biến từ tàu buôn cũ của Đức khoảng giữa năm 1941 và bắn rơi nhiều chiếc máy bay ném bom Fw 200 Condor của Đức Quốc xã trong những chiến dịch hộ tống vận tải rất hiệu quả. Đây là một trong những lần đầu tiên Wildcat xuất kích từ hạm đội. Hải quân Hoàng gia sau đó từ bỏ cách gọi tên riêng của họ cho những máy bay cung cấp từ Mỹ, và bắt đầu dùng tên của Hải quân Mỹ thay thế.
Wildcat bị vượt qua bởi Mitsubishi Zero, đối thủ chính trong giai đoạn đầu của Mặt trận Thái Bình Dương, nhưng giữ vững được nhờ chịu đựng được các tổn hại.
Với vỏ giáp khá nặng và các thùng nhiên liệu tự hàn kín, khung máy bay của Grumman có thể sống sót nhiều hơn đối thủ Nhật nhẹ cân và không bọc giáp. Nhiều phi công Hải quân Mỹ cũng được cứu nhờ thiết bị dẫn đường ZB của F4F, cho phép họ tìm được tàu sân bay mẹ trong điều kiện tầm nhìn hạn chế, với điều kiện họ đến được trong tầm 30-dặm của cột mốc dẫn đường.
4 chiếc Wildcat của Thủy quân Lục chiến đóng vai trò nổi bật trong phòng thủ đảo Wake vào tháng 12 năm 1941. Máy bay của Hải quân và Thủy quân Lục chiến là lực lượng phòng không chủ yếu trong Trận đánh Biển San Hô và trận Midway, Wildcat đóng trên bộ có vai trò chủ chốt trong Chiến dịch Guadalcanal những năm 1942-43. Chỉ cho đến năm 1943, những máy bay tiêm kích Hải quân hiện đại hơn F6F Hellcat và F4U Corsair, có khả năng tranh chấp Zero một cách sòng phẳng, mới đến được chiến trường Nam Thái Bình Dương.
Phi công "Ách" Nhật Bản Saburo Sakai mô tả khả năng chịu đựng tổn hại của Wildcat như sau:
"Tôi tự tin khả năng của mình có thể tiêu diệt chiếc Grumman và quyết định kết liễu máy bay đối phương chỉ với súng máy 7,7 mm. Tôi xoay khóa khẩu pháo 20mm về vị trí "tắt", rồi áp sát vào. Vì một lý do lạ lùng nào đó, cho dù tôi đã nả năm hay sáu trăm viên đạn thẳng vào chiếc Grumman, nó không rơi mà tiếp tục bay. Tôi thấy đây thật lạ lùng - chưa xảy ra bao giờ - và áp sát hơn nữa cho đến lúc gần như đưa tay ra chạm được vào chiếc Grumman. Tôi thật ngạc nhiên, đuôi và cánh lái của nó bị xé tan từng mảnh trông như miếng giẻ rách cũ. Với máy bay của hắn như thế, chả trách viên phi công không thể nào tiếp tục chiến đấu! Một chiếc Zero chịu đựng từng ấy viên đạn ắt bây giờ đã là một quả cầu lửa rồi."
Trong suốt cuộc chiến, F4F và FM của Hải quân và Thủy quân Lục chiến đã bay 15.553 phi vụ chiến đấu (14.027 phi vụ cất cánh từ tàu sân bay), tiêu diệt 1.327 máy bay địch và chịu mất 191 chiếc Wildcat (tỉ lệ thắng-bại nói chung là 6,9:1). Đúng như vai trò tiêm kích hộ tống của nó, Wildcat chỉ thả 154 tấn bom trong suốt cuộc chiến.

## Các biến thể
Chiếc máy bay Grumman F4F-1 được thiết kế ban đầu là kiểu cánh kép, đã tỏ ra yếu kém so với các thiết kế cạnh tranh, nên cần một thiết kế hoàn toàn mới kiểu cánh đơn đặt tên là F4F-2. Thiết kế này vẫn không cạnh tranh được với kiểu F2A Buffalo của Brewster vốn đã được thắng thầu đặt hàng của Hải quân Mỹ, nhưng khi kiểu F4F-3 được phát triển với động cơ Pratt & Whitney Twin Wasp R-1830-76 mạnh hơn, có siêu tăng áp 2 tầng, nó mới chứng tỏ tiềm năng thực sự.
Grumman nhận được đơn đặt hàng của Hải quân Mỹ sau đó, cũng như một số khác từ Pháp với động cơ Wright Cyclone; nhưng lại được sử dụng trong Hải quân Hoàng gia Anh sau khi Pháp thất trận, và đưa vào hoạt động ngày 8 tháng 9-1940. Những máy bay này, ký hiệu bởi Grumman là G-36A, có nắp động cơ khác biệt các kiểu F4F trước và cánh cố định, với dự định sẽ gắn vũ khí và thiết bị điện tử của Pháp sau khi giao hàng. Khi hoạt động ở Anh, ban đầu nó được gọi là Martlet I, nhưng không phải mọi chiếc Martlet đều có tính năng giống hệt như của Hải quân Mỹ. Martlet I được trang bị 4 súng máy M2 Browning cỡ nòng 0,50 in (12,7 mm) như F4F-3 với 450 viên đạn mỗi khẩu. Anh cũng nhận được một phiên bản với động cơ nguyên thủy Twin Wasp nhưng với nắp động cơ cải tiến, ký hiệu sản xuất là G-36B. Những chiếc này mang tên Anh là Martlet II. Cuối cùng là một phiên bản cánh cố định của G-36B, ký hiệu Marlet III. Trên giấy tờ nó được đổi tên là Marlet III(A) khi loạt thứ hai của Martlet III được giới thiệu.
Thiết kế kém cỏi trên những chiếc F4F đầu tiên khiến những khẩu súng máy vốn rất tin cậy thường bị kẹt đạn, một vấn đề chung cho vũ khí gắn trên cánh của nhiều máy bay tiêm kích Mỹ thời kỳ đầu. Trung úy Edward O'Hare đã từng lái một chiếc F4F-3 và trong vòng vài phút bắn rơi 5 máy bay ném bom Mitsubishi 2-động cơ tấn công tàu sân bay USS Lexington ngoài khơi Bougainville vào ngày 20 tháng 2 năm 1942. Nhưng trái ngược với thành tích của O'Hare, đồng đội của anh đã không thể tham gia vì súng máy không hoạt động.
Việc thiếu hụt bộ siêu tăng áp 2 tầng đưa đến việc phát triển kiểu F4F-3A, căn bản vẫn là chiếc F4F-3 nhưng có động cơ Pratt & Whitney R-1830-90 bố trí kiểu vòng tròn 1.200 mã lực chỉ có bộ siêu tăng áp đơn giản một tầng 2-tốc độ. Chiếc F4F-3A, đạt được tốc độ 312 mph ở 16.000 ft, được sử dụng song song cùng F4F-3, nhưng tính năng bay kém hơn nên không được phi công Hải quân Mỹ ưa chuộng. F4F-3A sử dụng ở Anh dưới tên Martlet III(B).

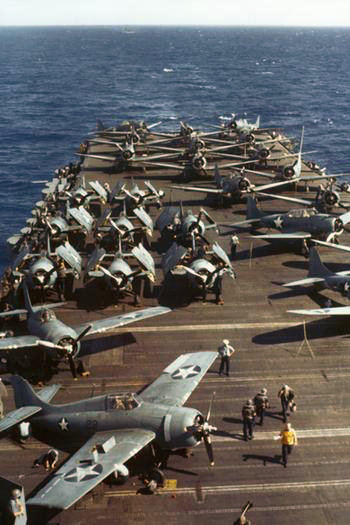
Những chiếc Grumman F4F-4 Wildcat trên tàu sân bay USS Wasp (CV-7), 1942.

Một phiên bản mới, F4F-4, đưa vào hoạt động năm 1942 với 6 súng máy và cánh gấp, cho phép xếp nhiều máy bay hơn trên tàu sân bay; đây là phiên bản hoạt động cuối cùng và là kiểu tham gia hoạt động chiến đấu nhiều nhất trong những năm đầu của chiến tranh, bao gồm Trận chiến Midway.Phiên bản này cũng ít được ưa chuộng, vì cùng một lượng dự trữ đạn lại phải trải ra cho thêm 2 khẩu súng máy, làm giảm thời gian tác xạ.
Với 4 súng máy cỡ nòng 0,50 in và 450 viên đạn mỗi khẩu của chiếc F4F-3, phi công bắn được 34 giây; trong lúc 6 súng máy chỉ có 240 viên mỗi khẩu và bắn được 20 giây. Việc tăng số súng máy là do Hải quân Hoàng gia, muốn có hỏa lực mạnh hơn để đối phó với kẻ thủ Đức và Ý. Jimmy Thach được cho là đã nói "Một phi công không thể bắn trúng với 4 súng máy cũng sẽ trượt với 8 khẩu."  Thêm súng và cánh xếp làm nặng thêm và giảm tính năng bay, F4F-4 chỉ đạt được vận tốc 318 mph ở 19.400 ft. Tốc độ lên cao càng kém hơn đáng kể: trong khi Grumman ước đoán lạc quan nó sẽ đạt ít nhất 1.950 ft mỗi phút, trong hoàn cảnh chiến đấu phi công nhận thấy F4F-4 chỉ lên cao được 500 đến 1.000 ft mỗi phút. Hơn nữa, cánh gấp của F4F-4 dự định cho phép xếp được 5 chiếc vào chỗ của 2 chiếc F4F-3, nhưng trong thực hành nó chỉ giúp tăng được khoảng 50% lượng máy bay Wildcat chở được trên những tàu sân bay hạm đội của Mỹ. Một biến thể của F4F-4, tên gọi F4F-4B cho những mục đích hợp đồng, được giao cho Anh với nắp cải tiến và động cơ Wright Cyclone, được đặt tên lại là Martlet IV.
F4F-7 là phiên bản trinh sát hình ảnh, vũ khí và vỏ giáp được loại bỏ và cánh "ướt" (chứa nhiên liệu trong cánh) không gấp được để có thể mang thêm 555 gallon nhiên liệu lên tổng cộng 700 gallon, tăng tầm bay lên 3.700 dặm. 21 chiếc được sản xuất.
Việc sản xuất Wildcat của Grumman kết thúc vào đầu năm 1943 để dành chỗ cho kiểu F6F Hellcat mới hơn, nhưng General Motors tiếp tục sản xuất Wildcat cho cả Hải quân Mỹ và Hải quân Hoàng gia. Kể từ 1943, Wildcat được ưu tiên bố trí cho các tàu sân bay hộ tống (còn gọi là "jeep carriers") vì những chiếc máy bay tiêm kích lớn hơn như Hellcat và Vought F4U Corsair đang cần cho các tàu sân bay hạm đội, và tốc độ hạ cánh thấp hơn của Wildcat phù hợp hơn với sàn đáp ngắn. Ban đầu, GM sản xuất FM-1 (tương tự F4F-4, với 4 súng máy). Sau đó chuyển sang kiểu cải tiến FM-2 (dựa trên nguyên mẫu XF4F-8 của Grumman) được tối ưu hóa cho hoạt động trên tàu sân bay nhỏ, với động cơ mạnh hơn và cánh đuôi cao hơn cho phù hợp với lực mô-men xoắn. Tổng cộng, có 7.860 chiếc Wildcat được sản xuất. Người Anh nhận được 300 chiếc FM-1 do Eastern Aircraft sản xuất gọi là Martlet V trong những năm 1942 - 1943 và 340 chiếc FM-2 tên Wildcat VI. Tổng cộng có gần 1.200 Wildcat phục vụ trong Hải quân Hoàng gia. Đến tháng 1-1944, tên Martlet được loại bỏ và kiểu này được gọi chung là "Wildcat." 

## Các nước sử dụng
Anh Quốc
- Hải quân Hoàng gia Anh

 Hoa Kỳ
- Hải quân Hoa Kỳ
- Thủy quân Lục chiến Hoa Kỳ

## Đặc điểm kỹ thuật (F4F-4)

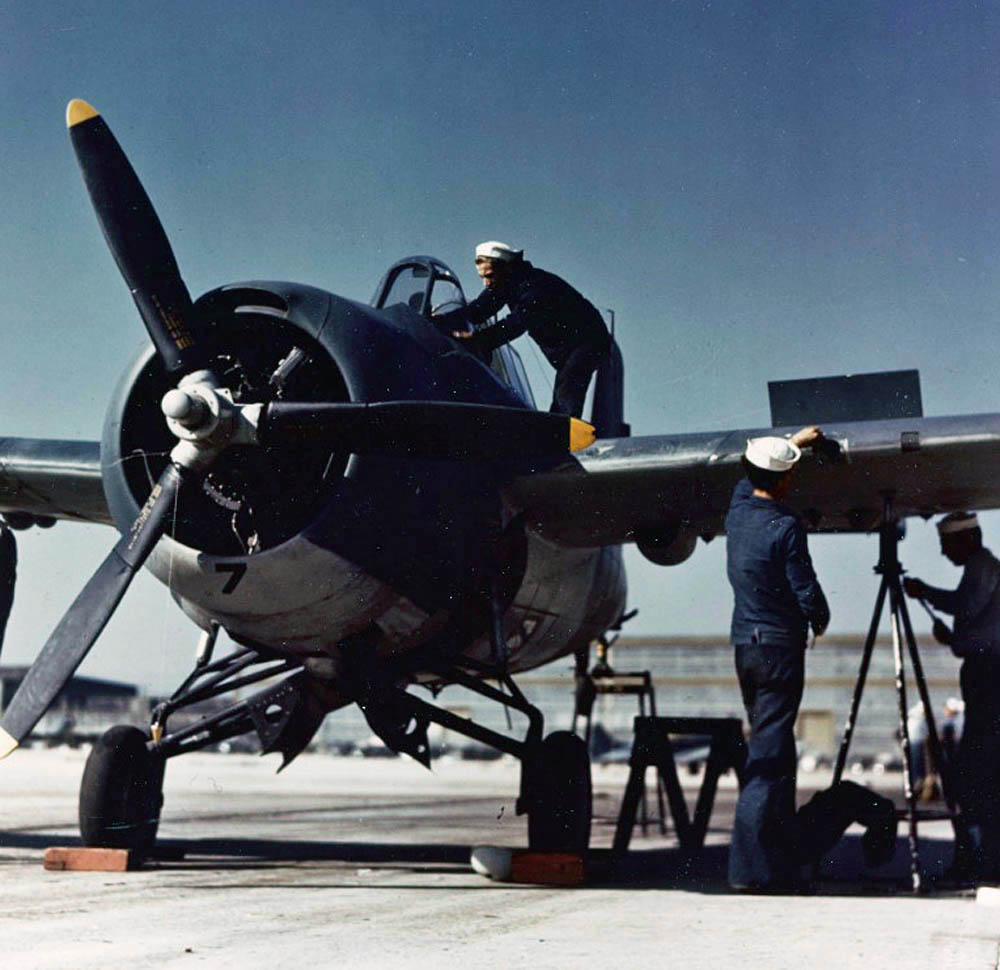
F4F-4 đang được bảo trì 6 khẩu súng máy M2 Browning.

### Đặc điểm chung
- Đội bay: 01 người
- Chiều dài: 8,8 m (28 ft 9 in)
- Sải cánh: 11,6 m (38 ft 0 in)
- Chiều cao: 2,8 m (9 ft 2.5 in)
- Diện tích bề mặt cánh: 24,2 m² (260 ft²)
- Kiểu cánh: NACA 23016 / NACA 4412
- Trọng lượng không tải: 2.610 kg (5.760 lb)
- Trọng lượng cất cánh lớn nhất: 3.610 kg (7.950 lb)
- Động cơ: 1 x động cơ Pratt & Whitney R-1830-86 bố trí vòng tròn 2 hàng, công suất 1.200 mã lực (900 kW)

### Đặc tính bay
- Tốc độ lớn nhất: 515 km/h (290 knot, 320 mph)
- Tầm bay tối đa: 1.240 km (670 nm, 770 mi)
- Trần bay: 12.000 m (39.500 ft)
- Tốc độ lên cao: 9,9 m/s (1.950 ft/min)

### Vũ khí
- 6 x súng máy Browning M2 12,7 mm (0,50 in) với 240 viên đạn mỗi khẩu.
- 2 x bom 45 kg (100 lb)

## Nội dung liên quan

### Máy bay liên quan
- Grumman F3F
- F6F Hellcat

### Máy bay tương đương
- Hawker Sea Hurricane
- Mitsubishi Zero
- Supermarine Seafire

### Trình tự thiết kế
- Trình tự hải quân trước năm 1962:
  - FF - F2F - F3F - F4F - XF5F - F6F - F7F
  - FF - FJ - FL - FM - FO - FR - FS
  - FM - F2M - F3M

### Danh sách liên quan
- Danh sách máy bay chiến đấu
- Danh sách máy bay quân sự Hoa Kỳ
- Danh sách máy bay trong Chiến tranh Thế giới II
- Danh sách máy bay tiêm kích